# Power and Pain
| Оценки критиков | Оценки критиков |
| Источник        | Оценка          |
| --------------- | --------------- |
| Allmusic        | [ 1 ]           |

Power and Pain (с англ. — «Сила и боль») — дебютный альбом трэш-металлической группы Whiplash, выпущен в 1985 году на лейбле Roadrunner Records, после него, в 1987 году, группа выпустила альбом Ticket to Mayhem.
В 1998 году, лейбл Displeased Records переиздал Power and Pain вместе с Ticket to Mayhem на одном диске.
В качестве бэк-вокалистов выступили члены Нью-Йоркских групп Carnivore и Agnostic Front.

## Список композиций
| №                   | Название                | Длительность |
| ------------------- | ----------------------- | ------------ |
| 1.                  | «Stage Dive»            | 3:09         |
| 2.                  | «Red Bomb»              | 5:18         |
| 3.                  | «Last Man Alive»        | 3:31         |
| 4.                  | «Message in Blood»      | 4:04         |
| 5.                  | «War Monger»            | 3:18         |
| 6.                  | «Power Thrashing Death» | 4:13         |
| 7.                  | «Stirring the Cauldron» | 4:18         |
| 8.                  | «Spit on Your Grave»    | 2:49         |
| 9.                  | «Nailed to the Cross»   | 4:05         |
| Общая длительность: | Общая длительность:     | 34:45        |

## Участники записи
- Тони Портаро — вокал, электрогитара
- Тони Боно — бас-гитара
- Тони Скальоне — ударные
- Питер Стил и Луи Биту (Carnivore) — бэк-вокал
- Винни Стигма и Роб Кабула (Agnostic Front) — бэк-вокал
- Записан в Systems II, Бруклин, Нью-Йорк, США
- Продюсер — Норман Данн
- Звукорежиссёр — Майкл Марчано